# Trái tim và tâm trí (chiến tranh Việt Nam)

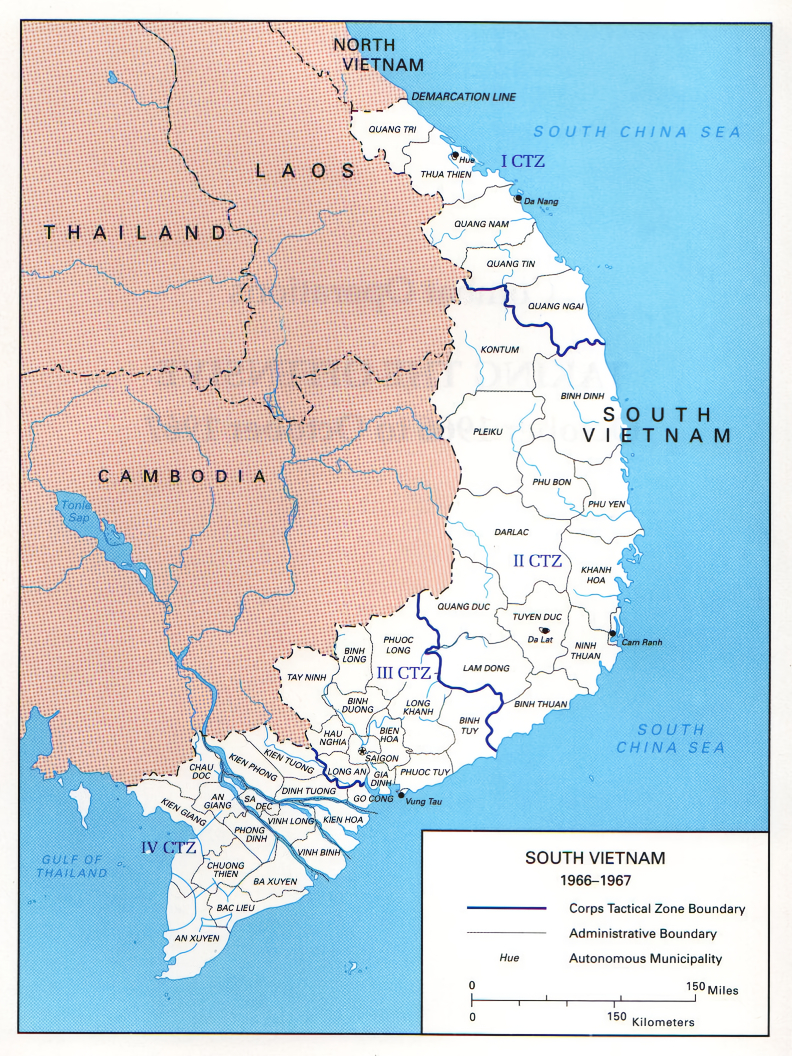

Trái tim và tâm trí (chiến tranh Việt Nam) hay Chiến thắng Trái tim và tâm trí là một chiến lược được sử dụng bởi chính phủ Nam Việt Nam và Hoa Kỳ trong Chiến tranh Việt Nam để giành được sự ủng hộ của người dân Việt Nam, giúp đánh bại Việt Cộng nổi dậy. Các phương tiện quân sự, chính trị, kinh tế và xã hội được sử dụng để cố gắng xây dựng hoặc tái lập sự kiểm soát của chính phủ miền Nam Việt Nam đối với các vùng nông thôn và dân cư dưới ảnh hưởng của Việt Cộng. Một số tiến bộ đã được thực hiện trong giai đoạn 1967-1971 bởi tổ chức quân sự-dân sự chung gọi là CORDS, nhưng cuộc chiến đã thay đổi từ một cuộc nổi loạn đến một cuộc chiến thông thường giữa quân đội các bên. Các lực lượng cộng sản chiến thắng vào năm 1975.
Các hoạt động của Trái tim và tâm trí thường đối lập với chiến lược Tìm và diệt của Hoa Kỳ từ 1965 đến 1968. Thay vì chiến lược tìm kiếm và tiêu diệt mà Hoa Kỳ theo sau trong những năm đó, Trái tim và tâm trí được ưu tiên "giữ và bảo vệ" dân cư nông thôn và do đó đạt được sự ủng hộ của họ đối với chính phủ miền Nam Việt Nam.

## Thuật ngữ
Cụm từ "trái tim và tâm trí" lần đầu tiên được sử dụng bởi thủ tướng Anh Gerald Templer vào tháng 2 năm 1952 khi đề cập về cuộc xung đột được gọi là Tình trạng khẩn cấp Malaya, ông nói rằng chiến thắng trong cuộc chiến "không nằm trong đổ thêm lính vào rừng, nhưng trong trái tim và tâm trí của người dân Malaysia". Quân Anh ở Malaysia, ngoài các hành động quân sự chống lại các du kích cộng sản, đã thực hiện một số chương trình xã hội và kinh tế để bảo vệ dân chúng, cô lập các khu dân cư nông thôn để giảm nguồn cung cấp và hỗ trợ cho quân nổi dậy, thu thập thông tin tình báo về tổ chức và kế hoạch của quân nổi dậy, đảm bảo các dịch vụ của chính phủ được cung cấp cho cư dân nông thôn.
Chính sách và hoạt động của Anh trong việc đánh bại cuộc nổi dậy ở Malaysia đã trở thành một mô hình cho các cuộc đấu tranh trong tương lai với quân nổi dậy, bao gồm cả cuộc chiến tranh của Hoa Kỳ tại Việt Nam.